# Exocentrus collarti
Exocentrus collarti es una especie de escarabajo longicornio del género Exocentrus, categorizada en la tribu Exocentrini, de la subfamilia Lamiinae. Fue descrita por Breuning en 1958.

## Descripción
Mide 6,5 mm de longitud.

## Distribución
Se distribuye por Bután.